# Загальний вагон
Загальний вагон — залізничний вагон без включення послуг, які надаються в СВ, купейних і плацкартних вагонах, для перевезення пасажирів з мінімальним комфортом, у складі пасажирських поїздів. Зазвичай використовується для перевезення пасажирів з поїздкою довше маршруту звичайного приміського поїзда, але за часом не довше 6-9, в окремих випадках 12 годин.
Квитки в загальний вагон продаються без бронювання і вказівки місць. У складі поїзда зазвичай є один загальний вагон, окрім пасажирських поїздів місцевого сполучення. Ціна квитка за проїзд у такому вагоні значно нижча, ніж у плацкартному, порівнянна з ціною квитка на приміський поїзд в розрахунку на питому відстань.

## Рухомий склад

План загального вагона
1, 5. Туалети.
2. Службове приміщення.
3. Купе для провідників.
4. Дев'ять шестимісних пасажирських відділень.
6, 11. Тамбури.
7, 9. Малі коридори.
8. Коридор вздовж вагона.
10. Котельне відділення.

### Плацкартний вагон як загальний
Від звичайних плацкартних вагонів відрізняється способом розміщення пасажирів, по троє осіб на нижнє спальне місце, тобто надання спального місця кожному пасажиру не гарантується.
Починаючи з часів перебудови під впливом загального економічного занепаду та занепаду культури виробництва на залізницях СНД склалася практика використання технічно несправних плацкартних вагонів або вагонів, які заплановано списати, як загальних. Зазвичай була несправна система електропостачання вагона (погане освітлення, несправності генераторів, відсутність напруги в розетках для електробритв), не працював один з двох туалетів, в теплу пору року також застосовувалися вагони з несправним контуром опалення.
З відновленням поставок нових пасажирських вагонів ця практика припиняється, і як загальні нині використовуються технічно справні старі плацкартні вагони.

### «Сидячий» вагон як загальний
Такий вагон насправді називається міжобласним.
Вагон, обладнаний замість полиць кріслами (старі вагони — диванчиками або навіть дерев'яними гладкими лавками зі столиками між ними; неповною перегородкою поділялися на дві секції) і двома великими багажними полицями над ними уздовж салону. Вагон також має два туалети, купе провідника і бойлер.

### Купейний вагон як загальний
При великому попиті на місця в плацкартних вагонах і низькому — на місця в купейних, до поїзда можуть підчіплювати купейний вагон для розміщення пасажирів по класу 3 О (рос. Общему). У цьому випадку кількість місць не перевищує 54 (місткість плацкартного вагона). Таке розміщення надає відносний комфорт — більше повітря, доступні можливості купейного вагона: світло, що включається окремо в кожному купе і двері, що позбавляють від шуму при посадці або від сусідніх пасажирів, що особливо важливо при нічному проїзді. Верхні полиці не демонтуються, формально вони призначені для багажу, але при ліберальності провідників займаються пасажирами як лежачі місця.